# Atherospermataceae
Classification APG III (2009)
Famille
Les Atherospermataceae (les Athérospermatacées) sont une famille de plantes à fleurs de l'ordre des Laurales. Ils sont de divergence ancienne.
Ce sont des arbres ou des arbustes, des régions tempérées à tropicales de l'hémisphère sud. On les rencontre en Australie, Nouvelle-Guinée, Nouvelle-Calédonie, Nouvelle-Zélande, Chili.
On trouve dans cette famille des plantes  produisant des fruits comestibles (genre Laurelia) ou du bois d'œuvre (genre Atherosperma).

## Étymologie
Le nom vient du genre Atherosperma lui-même issu du grec άθερ ather (barbe d'épi, épi) et σπέρμα sperma (semence, graine), en référence aux akènes munies de plumets.

## Liste des genres
Selon NCBI (13 avr. 2010) :
- Atherosperma (en)
- Daphnandra
- Doryphora (en)
- Dryadodaphne
- Laurelia (en)
- Laureliopsis
- Nemuaron (en) (genre monospécifique endémique de Nouvelle-Calédonie)

Selon Angiosperm Phylogeny Website (16 mai 2010) :
- Atherosperma
- Daphnandra
- Doryphora
- Dryadodaphne
- Laurelia
- Nemuaron

Selon DELTA Angio (13 avr. 2010) :
- Atherosperma
- Daphnandra
- Doryphora
- Laurelia
- Laureliopsis
- Nemuaron

## Liste des espèces
Selon NCBI (13 avr. 2010) :
- genre Atherosperma
  - Atherosperma moschatum
- genre Daphnandra
  - Daphnandra micrantha
  - Daphnandra repandula
  - Daphnandra tenuipes
  - Daphnandra sp. CBG 702451
- genre Doryphora
  - Doryphora aromatica
  - Doryphora sassafras
- genre Dryadodaphne
  - Dryadodaphne novoguineensis
  - Dryadodaphne sp. Gray 4853
- genre Laurelia
  - Laurelia novae-zelandiae
  - Laurelia sempervirens
- genre Laureliopsis
  - Laureliopsis philippiana
- genre Nemuaron (genre monospécifique endémique de Nouvelle-Calédonie)
  - Nemuaron vieillardii